# ウェイン・マーシャル (クラシック音楽家)
ウェイン・マーシャル（Wayne Marshall OBE、1961年1月13日 - ）は、イギリスのピアノ奏者、オルガン奏者、指揮者。

## 人物・来歴
バルバドス出身の両親から1961年に生まれた。彼は3歳でピアノの勉強を始め、子供の頃から日曜の教会の礼拝を通して定期的にオルガンの音楽を聴き、オルガンに興味を持ち始めた。1971年から1979年までマンチェスターのChetham's School of Musicで学び、更にマーシャルは王立音楽大学で音楽の勉強を続け、そこで財団の奨学金を受け、並行してウィンザー城のセントジョージ礼拝堂でオルガン・スカラーを務めた。彼は1983年から1984年までウィーン国立音楽大学の大学院で研究を行った。
オルガン奏者としてマーシャルは、マンチェスターのBridgewater Hallのオルガニスト兼アソシエイトアーティストを務めてきました。 2004年、彼はロサンゼルスの新しいウォルトディズニーコンサートホールで最初のオルガンリサイタルを行った。また、2004年10月にロサンゼルスで、ジェームズ・マクミランのオルガン協奏曲A Scotch Bestiaryをエサ=ペッカ・サロネンの指揮の下でロサンジェルス・フィルハーモニックと初共演した。マーシャルはBBCプロムスにもオルガン奏者として出演。

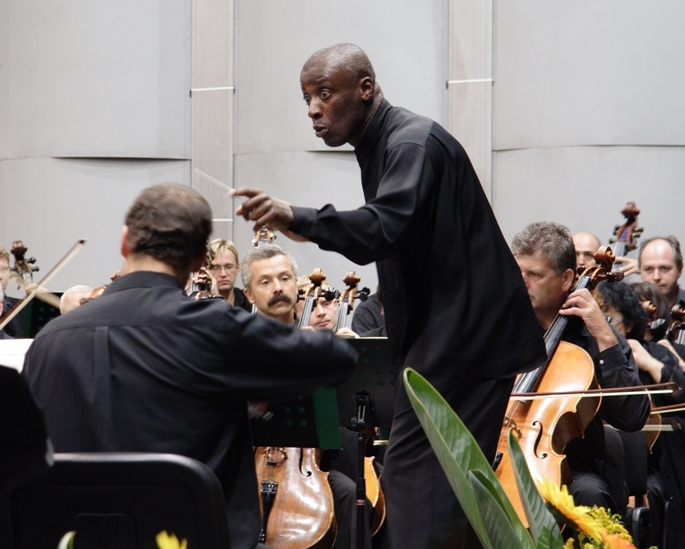
2006年にブルノシュピルバークフェスティバルでブルノ国立フィルハーモニー管弦楽団を指揮するウェイン・マーシャル。

指揮者として2007年からミラノ・ジュゼッペ・ヴェルディ管弦楽団の主席客演指揮者などの役職を歴任してきた。マーシャルは、2014年から2020年までケルン放送管弦楽団の首席指揮者だった。マーシャルはChineke! Orchestraとの最初のコンサートは、プロフェッショナルの黒人と少数民族のオーケストラとしてヨーロッパで初めて、2015年9月にロンドンQueen Elizabeth Hallで行われた。現代音楽に関する彼の作品には、2015年12月6日ドレスデンのゼンパーオーパーで、ジョンハービソンのオペラThe Great Gatsbyのヨーロッパ初演を指揮することが含まれていた。

## 栄誉と賞
2004年、マーシャルはBournemouth Universityから名誉博士号を取得した。彼は2010年に王立音楽大学のフェローになった。 2016年10月、彼は音楽への貢献により、バルバドスゴールデンジュビリー賞を受賞した。
マーシャルは、音楽へ貢献により、2021年の新年栄典で大英帝国勲章（OBE）に任命された。

## ディスコグラフィー
- Show Boat (1988)
- The Virtuoso Organist (1990)
- Gershwin: Second Rhapsody; Piano Concerto in F; Porgy & Bess Symphonic Suite (1995)
- Gershwin: Rhapsody in blue; I got rhythm; An American in Paris (1995)
- Gershwin: Songbook & Improvisations (1997)
- I Got Rhythm: Wayne Marshall Plays Gershwin (1997)
- The Most Unforgettable Organ Classics Ever (1998)
- Symphonie (1998)
- Wayne Marshall Plays Bach, Liszt, Brahms (1998)
- Grainger: Works for Piano (1999)
- Swing It! (1999)
- Organ Improvisations (1999)
- Two of a Kind (2000)
- Gershwin: Rhapsody in Blue; An American in Paris; Piano Concerto; Porgy & Bess (2002)
- Organ Works; Organ Transcriptions (2003)
- Popular Pieces for Trumpet and Organ (2005)
- Gershwin: Rhapsody in Blue; Concerto in F; Porgy and Bess Suite (2005)
- Gershwin: Rhapsody in Blue; Piano Concerto; An American in Paris; Porgy and Bess Suite (2005)
- Wedding Favourites (2005)
- James Macmillan: A Scotch Bestiary; Piano Concerto No. 2 (2006)
- Blues (2006)
- George Gershwin: Concerto in F; Variations on 'I Got Rhythm'; Song Improvisations (2010)
- Rhapsody in Swing (2012)
- John Rutter: The Piano Collection (2020)